# Giordana Angi
Giordana Angi, née à Vannes le 12 janvier 1994, est une chanteuse franco-italienne.
Elle vit désormais à Rome (Italie)
Elle se classe seconde de la dixième édition de l'émission Amici di Maria De Filippi.
Elle est repérée en France par Pascal Obispo  avec qui elle chante en duo, J'étais pas fait pour le bonheur, single sorti en 2023.

## Discographie

### Albums
- 2019: Voglio essere tua
- 2021: Mi muovo
- 2022: Questa fragile bellezza